# Рендалл Гайд
Рендалл Гайд (англ. Randall Hyde, народився у 1956) відомий як автор книги Мистецтво асемблера (The Art of Assembly Language), присвяченої програмуванню мовою асемблера. Він створив асемблер Lisa в кінці 1970-х і розробив мову програмування HLA (High-Level Assembler).

## Біографія
Гайд здобув освіту, а потім став викладачем у Каліфорнійському університеті в Ріверсайді. Там же він отримав ступінь бакалавра в галузі комп'ютерних наук в 1982 році, а також ступінь магістра в галузі комп'ютерних наук в 1987 році. Спеціалізацується на компіляторах та іншому системному програмному забезпеченні, він писав компілятори, асемблери, операційні системи та керуюче програмне забезпечення. Він був викладачем Каліфорнійського державного політехнічного університету в Помоні з 1988 по 1993 рік і викладачем Каліфорнійському університеті в Ріверсайді в період з 1989 по 2000 рік Викладаючи в цих університетах, Ренді часто проводив заняття, пов'язані з програмуванням на асемблері (для початківців і просунутих), проектуванням програмного забезпечення, розробкою компіляторів та теорією мов програмування.
Гайд був засновником і президентом Lazer Microsystems, яка створила SmartBASIC і ADAM Calc для домашнього комп'ютера Coleco ADAM. Згідно Rich Drushel, компанія також написала реалізацію ADAM операційної системи CP/M 2.2. [7] Він також написав у 1983 р. гру Porky's для ігрової консолі Atari 2600, випущену Fox Video Games.
Гайда часто помічали в групі alt.lang.asm на Google Groups.
Станом на 2017 р. Гайд працює і є президентом компанії Plantation Productions, Inc., (Ріверсайд, Каліфорнія), що забезпечує звук, освітлення, постановки, а також обслуговування подій для малих і середніх майданчиків, для глядачів від 10 до 5000 чоловік.

## Вебсайти
- Webster: The Place on the Net to Learn Assembly Language

## Вибрані статті Гайда
The Fallacy of Premature Optimization, ACM Ubiquity, 2006, Volume 7, Issue 24.

## Книги Гайда

### Сучасні книги
- Hyde, Randall (September 2003). The Art of Assembly Language (вид. 1-е). San Francisco: No Starch Press. ISBN 978-1-886411-97-5. OL 8706071M. Процитовано 23 грудня 2016.
- Hyde, Randall (25 жовтня 2004). Write Great Code: Volume 1 - Understanding the Machine (вид. 1-е). San Francisco: No Starch Press. ISBN 978-1-59327-003-2. OL 8871388M. Процитовано 23 грудня 2016.
- Hyde, Randall (18 березня 2006). Write Great Code: Volume 2 - Thinking Low-Level, Writing High-Level (вид. 1-е). San Francisco: No Starch Press. ISBN 978-1-59327-065-0. OL 8871413M. Процитовано 23 грудня 2016.
- Hyde, Randall (2010). The Art of Assembly Language (вид. 2-е). San Francisco: No Starch Press. ISBN 978-1-59327-207-4. LCCN 2009040777. OCLC 419869059. OL 24814110M. Процитовано 23 грудня 2016.

### Давні книги з програмування для Apple
- How to Program the Apple II Using 6502 Assembly Language (1981) Chatsworth: DATAMOST, Inc.
- p-Source A Guide to the Apple Pascal System (1983) Chatsworth: DATAMOST, Inc. ISBN 0881900044

### Книги, перекладені іншими мовами
- Randall Hyde. Profesjonalne programowanie. Część 1. Zrozumieć komputer = Write Great Code. Volume 1: Understanding the Machine. — Gliwice : Helion, 2005. — 392 с. — ISBN 83-7361-859-7.

- Randall Hyde. Profesjonalne programowanie. Część 2. Myśl niskopoziomowo, pisz wysokopoziomowo = Write Great Code, Volume 2: Thinking Low-Level, Writing High-Level. — Gliwice : Helion, 2006. — 640 с. — ISBN 83-246-0463-4.

- Randall Hyde. Asembler. Sztuka programowania. Wydanie II = The Art of Assembly Language, 2nd edition. — вид. 2-ге. — Gliwice : Helion, 2010. — 816 с. — ISBN 978-83-246-2854-4.